# 윤상현 (2002년생 배우)
윤상현(2002년 ~ )은 대한민국의 배우이다.

## 작품 목록

### 드라마
- 2022년 tvN 월화드라마 《슈룹》 ... 무안대군 역
- 2024년 JTBC 토일드라마 《닥터 슬럼프》 ... 남바다 역
- 2024년 JTBC 수요드라마 《조립식 가족》 ... 이준호 역
- 2025년 SBS 금토드라마 《보물섬》 … 허태윤 역